# Il Dibuk
Il Dibuk è un'opera di Lodovico Rocca su libretto di Renato Simoni. Fu rappresentata per la prima volta al Teatro alla Scala di Milano il 23 dicembre 1934 diretta da Franco Ghione con Bruna Castagna, Giuseppe Nessi, Salvatore Baccaloni e Vincenzo Bettoni.
Nel 1935 ebbe la prima al Teatro Regio di Torino diretta da Ghione ed al Teatro dell'Opera di Roma diretta da Tullio Serafin con Agnese Dubbini, Alessio De Paolis, Saturno Meletti e Bettoni e nel 1938 al Teatro Verdi (Trieste). Al tempo ebbe notevole successo per tutti gli anni Trenta, ed è considerata l'opera più importante del compositore torinese: di ispirazione neoromantica, ha influenze russe nelle parti corali.
Nel 1949 ebbe la prima al Teatro San Carlo di Napoli con Agostino Lazzari, Afro Poli, Bettoni e Paolo Montarsolo ed al Teatro Nuovo di Torino con Bettoni e nel 1962 al Teatro Comunale di Firenze diretta da Bruno Bartoletti con Miriam Pirazzini, Mirto Picchi, Lino Puglisi e Nicola Zaccaria.

## Trama
L'azione ha luogo in Polonia nel XIX secolo, presso una comunità di Ebrei.